# Maurice White
Maurice White (Memphis, 19 dicembre 1941 – Los Angeles, 4 febbraio 2016) è stato un cantautore, musicista e produttore discografico statunitense.

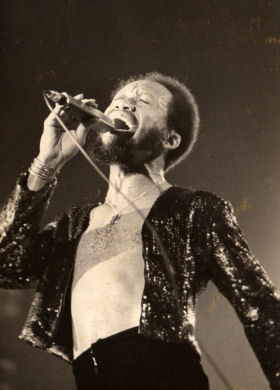
Maurice White a Monaco di Baviera, 1975

È noto soprattutto per essere stato fondatore e frontman degli Earth, Wind & Fire.

## Biografia

### Esordi e successo
White, dopo aver fondato gli Earth, Wind & Fire, partecipò ad alcuni progetti paralleli, tra i quali The Emotions.
Dopo un periodo di tre anni nel gruppo di Ramsey Lewis, White se ne staccò per formare gli Earth, Wind & Fire assieme ad alcuni cantanti della zona di Chicago. La band si trasferì a Los Angeles nel 1970, e venne rifondata con l'ingresso di nuovi membri nel 1971. Il successo del gruppo è testimoniato da quindici canzoni di enorme successo, nonché da ventisei tra dischi d'oro e di platino assegnati agli album pubblicati. Due tra i fratelli di Maurice White divennero componenti degli Earth, Wind & Fire: il bassista Verdine ed il batterista Fred.
A Maurice White va attribuito il merito di avere introdotto il suono della Kalimba - uno strumento di origini africane - e quello dei Phoenix Horns (una sezione di fiati nella formazione definitiva comprendente Louis Satterfield, Rahmlee Michael Davis, Michael Harris e Don Myrick) nelle sonorità degli EWF.
Maurice produsse numerosi artisti famosi, tra cui Barbra Streisand, The Emotions, Ramsey Lewis, Jennifer Holliday, The Tubes, Deniece Williams, e Neil Diamond. Lavorò inoltre con molti artisti internazionali come Charito e gli Urban Knights assieme a Ramsey Lewis.
Pubblicò un unico album solista, l'eponimo Maurice White, nel 1985.
Nel 2000 il suo gruppo degli Earth, Wind & Fire fu inserito nella Rock and Roll Hall of Fame, mentre White entrò nella Songwriters Hall of Fame nel 2010.

### Malattia, ultimi anni e morte
Nella seconda metà degli anni novanta White fu colpito dalla malattia di Parkinson. Aggravatosi quasi subito,  decise di non esibirsi più dal vivo nelle tournée del gruppo, ma rimase comunque a lungo impegnato nell'ambiente musicale, soprattutto nella produzione di nuovi artisti, fino alla morte.
Maurice White pubblicò il suo ultimo progetto intitolato Interpretations: Celebrating the Music of Earth, Wind & Fire a marzo 2007, in collaborazione con artisti quali Meshell Ndegeocello, Chaka Khan, Kirk Franklin, Mint Condition, Ledisi e Angie Stone. Negli ultimi anni White lavorò anche con il fratello di Gregory Hines, Maurice Hines, per lo spettacolo teatrale Hot Feet, presentato a Broadway e basato sulle musiche degli Earth Wind & Fire; compose inoltre alcuni brani assieme alla storica collaboratrice Allee Willis.
Nel 2008 ricevette un dottorato onorario in musicologia dal Berklee College of Music insieme a Philip Bailey, Steve Winwood, Rosa Passos.
Morì a Los Angeles il 4 febbraio 2016 all'età di 74 anni per le complicazioni della patologia neurodegenerativa.